# Urząd Regulacji Energetyki
Urząd Regulacji Energetyki (URE) – polski urząd obsługujący Prezesa Urzędu Regulacji Energetyki, który jest centralnym organem administracji państwowej (rządowej), działającym na podstawie ustawy z dnia 10 kwietnia 1997 r. Prawo energetyczne.
Realizuje zadania z zakresu promowania konkurencji oraz regulacji gospodarki m.in. na rynku energii elektrycznej, paliw i gazu.
Organizację Urzędu określa statut, który jest nadawany przez Prezesa Rady Ministrów w drodze zarządzenia.

## Historia
Przed powołaniem Prezesa Urzędu Regulacji Energetyki ustawą z dnia 10 kwietnia 1997 r. – Prawo energetyczne, centralnym organem do spraw gospodarki energetycznej był Główny Inspektor Gospodarki Energetycznej, którego organami były terenowe inspektoraty gospodarki energetycznej. Wówczas przedsiębiorstwa energetyczne były przedsiębiorstwami państwowymi. Obowiązywały ceny urzędowe, czyli ustalane przez organy administracji państwowej na podstawie analizy makroekonomicznej. Dla gospodarki energetycznej taryfy i cenniki ustalał Minister Finansów w oparciu o przepisy ustawy z 26 lutego 1982 r. o cenach. Energia była pojmowana w kategoriach dobra powszechnego, a nie produktu.
Organ regulacyjny – Prezes URE został powołany w celu wdrożenia i regulacji procesu liberalizacji rynków energii dla przeciwdziałania negatywnym skutkom naturalnych monopoli i w interesie zapewnienia trwałego bezpieczeństwa energetycznego, poprawy konkurencyjności gospodarki oraz ochrony środowiska przed negatywnymi skutkami oddziaływania procesów energetycznych, zgodnie z priorytetami polityki gospodarczej rządu.
W pierwszej połowie 1998 r. zostało utworzonych 7 oddziałów terenowych URE w: Gdańsku, Katowicach, Krakowie, Łodzi, Poznaniu, Wrocławiu i Warszawie, a następnie utworzono dwa kolejne oddziały terenowe w Szczecinie i Lublinie.
- pierwszą koncesję na wytwarzanie ciepła Prezes URE wydał 31 lipca 1998 r. dla Elektrociepłowni Lublin-Wrotków Sp. z o.o. w Lublinie.
- pierwszą taryfę na energię elektryczną Prezes URE zatwierdził w dniu 15 lutego 1999 r. Zielonogórskim Zakładom Energetycznym S.A.
- pierwszej w kraju koncesji z urzędu Prezes URE udzielił 12 marca 1999 r. na wniosek Vattenfall Poland Sp. z o.o.

## Organizacja
Prezes Urzędu Regulacji Energetyki
Prezes Urzędu Regulacji Energetyki jest centralnym organem administracji rządowej powołanym na mocy ustawy z 10 kwietnia 1997 r. – Prawo energetyczne, do realizacji celów wskazanych przez ustawodawcę.
Prezes URE reguluje działalność przedsiębiorstw energetycznych zgodnie z ustawą i polityką energetyczną państwa, zmierzając do równoważenia interesów przedsiębiorstw energetycznych i odbiorców paliw i energii. Do celów szczegółowych należą:
- tworzenie warunków do zrównoważonego rozwoju kraju;
- zapewnienie bezpieczeństwa energetycznego, oszczędnego i racjonalnego użytkowania paliw i energii;
- rozwój konkurencji;
- przeciwdziałanie negatywnym skutkom naturalnych monopoli;
- uwzględnianie wymogów ochrony środowiska i zobowiązań wynikających z umów międzynarodowych;
- równoważenie interesów przedsiębiorstw energetycznych i odbiorców paliw i energii.

Prezes URE jest powoływany – na pięcioletnią kadencję – przez Prezesa Rady Ministrów spośród osób wyłonionych w drodze otwartego i konkurencyjnego naboru. Prezes URE może być ponownie powołany tylko raz.
Podstawowym przepisem o charakterze kompetencyjnym, określającym zadania Prezesa URE jest art. 23 ustawy – Prawo energetyczne. Przepis ten, po licznych nowelizacjach, zawiera obszerny katalog kompetencji tego organu, determinowanych wzrastającym zakresem obowiązków po stronie przedsiębiorstw energetycznych. Podjęte intensywne działania legislacyjne ustawodawcy oddziałują istotnie na zakres zadań realizowanych przez Prezesa URE, który na przestrzeni ostatnich lat ulega nieustającemu rozszerzaniu.
Aktualnie szczegółowe zadania Prezesa URE, przewidziane przez ustawodawcę, zawierają się we wskazanych poniżej ustawach:
- ustawa – Prawo energetyczne,
- ustawa OZE,
- ustawa MFW,
- ustawa o rynku mocy,
- ustawa o efektywności energetycznej,
- ustawa o CHP,
- ustawa o biopaliwach,
- ustawa o zapasach,
- ustawa o rozwiązaniu KDT,
- ustawa o elektromobilności i paliwach alternatywnych,
- ustawa o systemie monitorowania i kontrolowania jakości paliw,
- ustawa o statystyce publicznej,
- ustawa – Prawo zamówień publicznych,
- ustawa ADR,
- ustawa o systemie rekompensat,
- ustawa o obrocie instrumentami finansowymi,
- ustawy epizodyczne o wsparciu odbiorców na rynkach paliw i energii.

Prezes URE realizuje także zadania wynikające z rozporządzeń unijnych, których wydanie miało na celu przyspieszenie procesu budowy wspólnego rynku energii elektrycznej oraz wspólnego rynku gazu.
Kompetencje Prezes URE realizuje przy pomocy Urzędu Regulacji Energetyki, który aktualnie składa się z centrali i 8 oddziałów terenowych.

## Prezesi
- Leszek Juchniewicz (od 23 czerwca 1997 do 1 sierpnia 2007)
- Adam Szafrański (od 1 sierpnia do 13 listopada 2007)
- Mariusz Swora (od 13 listopada 2007 do 21 grudnia 2010)
- Marek Woszczyk (od 1 czerwca 2011 do 13 grudnia 2013; od 21 grudnia 2010 do 1 czerwca 2011 jako p.o.)
- Maciej Bando (od 2 czerwca 2014 do czerwca 2019; od 13 grudnia 2013 do 2 czerwca 2014 jako p.o.)[3]
- Rafał Gawin (od 24 lipca 2019 do 11 sierpnia 2025)[4]
- Renata Mroczek (od 11 sierpnia 2025)[5]

Prezes URE jest członkiem Europejskiej Grupy Regulatorów Energii i Gazu.

## Budżet i zatrudnienie
Wydatki i dochody Urzędu Regulacji Energetyki są realizowane w części 50 budżetu państwa.
W 2024 r. wydatki URE wyniosły 89,8 mln zł, a dochody przekazane do budżetu państwa 309,7 mln zł.
Dochody realizowane przez URE pochodzą głównie z corocznych opłat wnoszonych przez przedsiębiorstwa energetyczne, którym udzielono koncesji na prowadzenie działalności gospodarczej w zakresie wytwarzania, magazynowania, przesyłania i dystrybucji oraz obrotu paliwami i energią.
Na koniec 2024 r. w Urzędzie pracowało 423 pracowników.

## Oddziały Terenowe
- Południowo-Wschodni (Kraków)
- Południowo-Zachodni (Wrocław)
- Południowy (Katowice)
- Północno-Zachodni (Szczecin)
- Północny (Gdańsk)
- Środkowo-Zachodni (Łódź)
- Wschodni (Lublin)
- Zachodni (Poznań)[9]

## Działalność
Prezes URE jest z roku na rok coraz bardziej zaangażowany we współpracę międzynarodową, w szczególności unijną. Stałym elementem międzynarodowej aktywności Prezesa URE jest aktywne uczestniczenie w pracach europejskich stowarzyszeń regulatorów energetyki: Agencji ds. Współpracy Organów Regulacji Energetyki (ACER, Agency for Cooperation of Energy Regulators) oraz Rady Europejskich Regulatorów Energii (CEER, The Council of European Energy Regulators). W sprawach wspólnotowej polityki energetycznej CEER ściśle współpracuje z ACER. Polski regulator jest członkiem obu organizacji, a 17 marca 2021 r. na posiedzeniu Rady Regulatorów ACER (ACER Board of Regulators) został wybrany na stanowisko Wiceprzewodniczącego Rady.
W URE działa Punkt Informacyjny dla Odbiorców Energii i Paliw Gazowych, który służy poradnictwem i informuje odbiorców o przysługujących im prawach, ale też o ich obowiązkach względem przedsiębiorstw energetycznych. W celu pomocy przy rozstrzyganiu sporów konsumenckich w ramach postępowań mediacyjnych, w połowie 2017 roku został powołany przy Prezesie URE Koordynator ds. Negocjacji.
URE publikuje także Zbiór Praw Konsumenta Energii Elektrycznej i Zbiór Praw Konsumenta Paliw Gazowych. Publikacje zawierają praktyczne informacje dotyczące zarówno praw odbiorców, jak również funkcjonowania rynku oraz sprzedaży i dostawy energii elektrycznej oraz paliw gazowych. 